# Jaason Simmons
Jaason Simmons (Hobart, 12 luglio 1970) è un attore australiano.

## Biografia
Simmons, biondo e muscoloso, in Italia non è molto conosciuto: ha solo avuto alcune interpretazioni minori in telefilm come Baywatch, nel ruolo di Logan Fowler, il compagno di Caroline Holden (Yasmine Bleeth), e Paradise Beach. Nel marzo del 2008 ha fatto coming out, dichiarando la propria omosessualità al magazine australiano New Idea, e di essere fidanzato con l'attore irlandese John O'Callaghan. O'Callaghan nel 2006 ha adottato un ragazzo ugandese, la coppia spera di sposarsi il prima possibile in Canada, dove il matrimonio tra persone dello stesso sesso è legalmente riconosciuto.

## Filmografia

### Cinema
- Ecstasy Generation (Nowhere), regia di Gregg Araki (1997)
- The Sea Wolf, regia di Gary T. McDonald (1997)
- The Pass, regia di Kurt Voß (1998)
- Frankenstein Reborn!, regia di David DeCoteau (1998)
- Velocity Trap, regia di Phillip J. Roth (1999)
- Devil's Tattoo - Nel segno del diavolo (The Devil's Tattoo), regia di Julian Kean (2003)
- Frankenstein & the Werewolf Reborn, regia di David DeCoteau e Jeff Burr (2005)
- Bloody Mary, regia di Richard Valentine (2006)
- Mad Cowgirl, regia di Gregory Hatanaka (2006)
- Forgiving Winona, regia di John Sparano (2012)
- 3-Headed Shark Attack, regia di Christopher Ray (2015)

### Televisione
- Paradise Beach – serie TV, episodio 1x139 (1993)
- Baywatch – serie TV, 48 episodi (1994-1997)
- Baywatch - Vacanze pericolose (Baywatch: Forbitten Paradise), regia di Douglas Schwartz (1995)
- Viper – serie TV, episodio 2x03 (1997)
- This Is How the World Ends, regia di Gregg Araki – film TV (2000)
- Sharknado, regia di Anthony C. Ferrante – film TV (2013)